# Harley-Davidson: Race to the Rally
Harley-Davidson: Race to the Rally è un videogioco di motociclismo sviluppato da Activision per PlayStation 2 e PC.

## Modalità di gioco
Il gioco è un simulatore di guida che permette all'utente di potere scegliere fra 20 moto Harley Davidson con le quali gareggiare in diversi circuiti disseminati per le strade degli Stati Uniti d'America, caratterizzate da ostacoli, traffico intenso e curve a gomito.
Per potere andare avanti nel gioco l'utente deve conquistare il podio nelle piste e vincere diverse sfide. Arrivando almeno terzi nelle piste, il giocatore può rigiocare nello stesso circuito già completato con le modalità Pista Invertita, Sfida a tempo e gara veloce; inoltre il raggiungimento del podio permette all'utente l'acquisizione di una nuova moto, del circuito successivo e di nuovi pezzi per la messa a punto, mentre quando viene vinta una sfida ad essere sbloccata è la moto e lo sfidante battuto.
Oltre che cercare di arrivare in prima posizione il giocatore deve incrementare il valore del proprio punteggio guidando in modo più folle possibile, come andare in contromano, schivare automobili, spingere a terra gli avversari e spingere la moto in modo incontrollabile per più tempo possibile, cercando comunque di evitare incidenti. Solo così potrà entrare nella "fratellanza" dei motociclisti customs.

## Versione per PC
Per la versione per Personal Computer i requisiti minimi di sistema sono:
- Processore: Intel Celeron/Amd Duron a 1000Mhz
- Ram: 256 Mb
- Memoria : 1400MB di spazio libero su disco
- DirectX: 9.0c (versione più recente)
- Scheda Video: GeForce 2 MX (60 MB di memoria video)
- Scheda Audio: compatibile DirectX
- Unità DVD/CD-ROM: Unità CD-ROM 4x
- Periferiche di gioco: Mouse e tastiera